# الشلياق الاحمر

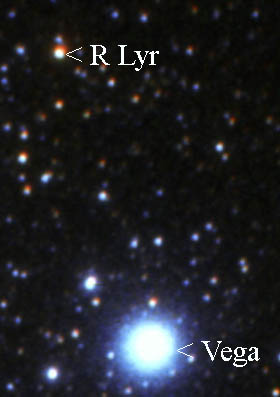
R Lyrae بالقرب من Vega

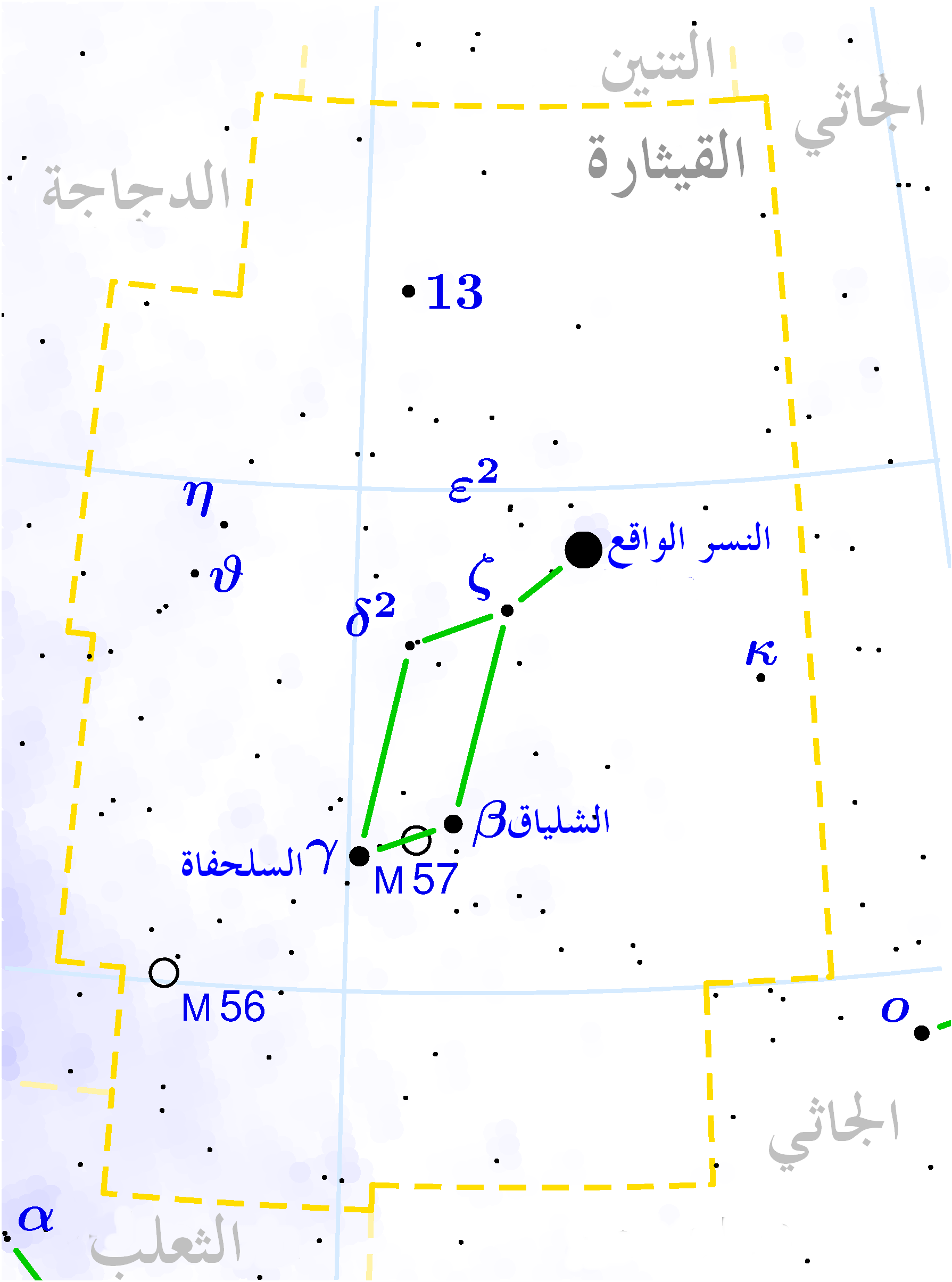
كوكبة القيثارة

الشلياق الأحمر R Lyrae (أو بيتا ليراي ) هو نجم شبه متغير غير منتظم ، قدره الظاهري  4 في كوكبة القيثارة Lyra . (يجب عدم الخلط بــ آر آر ليراي RR Lyrae) . يقع الشلياق الأحمر (آر ليراي) على بعد 350 سنة ضوئية تقريبًا من الأرض . إنه نجم عملاق أحمر (لهذا يدخل حرف R في تسميته بمعنى أحمر red) ، نوعه الطيفي M5III ، مما يعني أن درجة حرارة سطحه تقل عن 3500 كلفن . إن نجم الشلياق الأحمر أكبر من الشمس وأكثر ضياءا ، لكنه أقل في درجة حرارته من الشمس . يُصدر ضوئه في نطاق الأشعة تحت الحمراء القريبة (النطاق J ) ، وهو أشد سطوعًا من نجم '''النسر الواقع''' Vega القريب. وكلاهما في كوكبة القيثارة.
الشليقان الأحمر ( آر ليراي R Lyrae ) غير معتاد من حيث أنه نجم أحمر ذو حركة خاصة عالية ، أكبر من 50 ملي ثانية في السنة. 

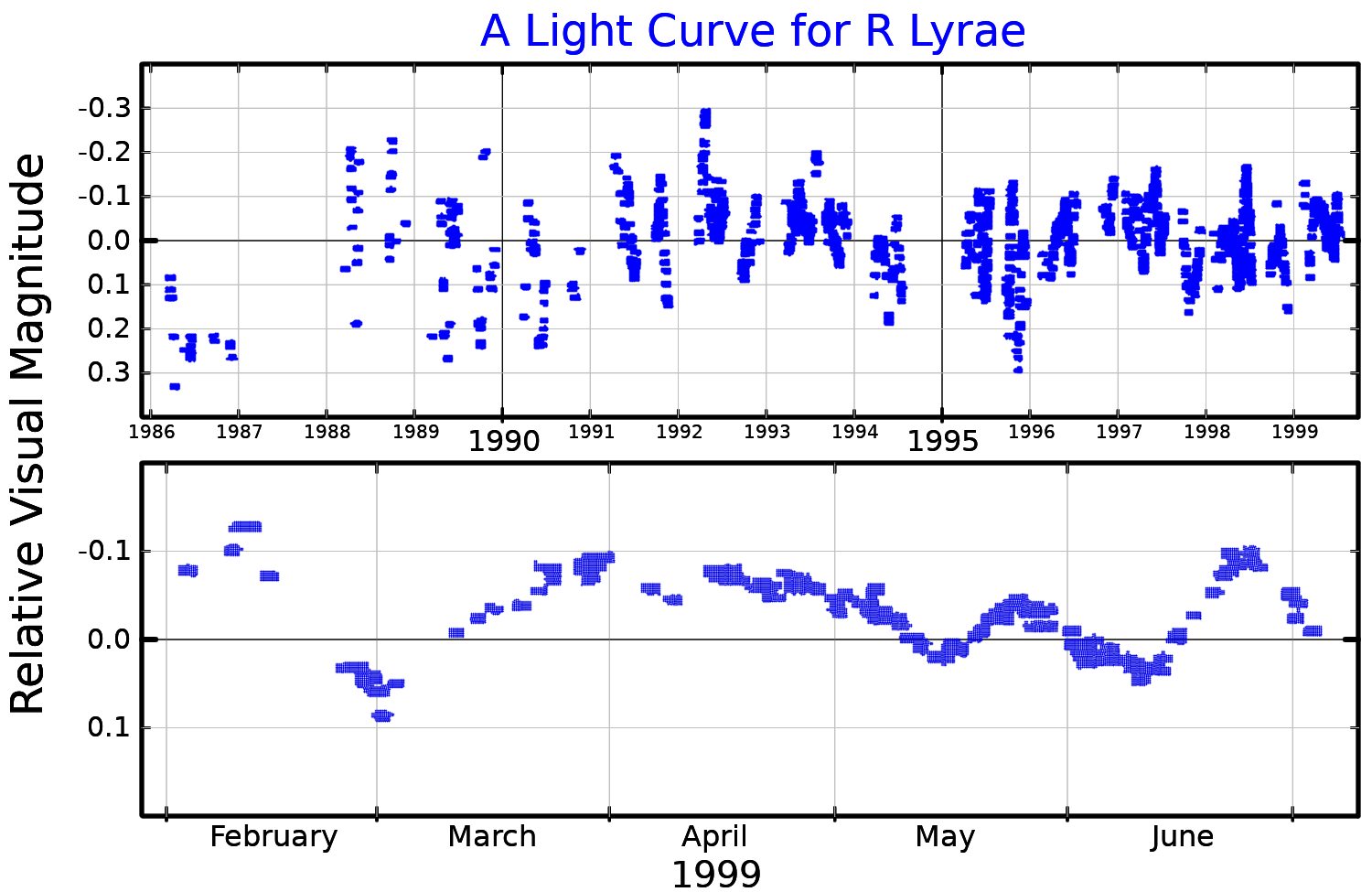
منحنيات ضوء النطاق المرئي لـ R Lyrae ، مقتبس من بيرسي وآخرون. (2001)

تظهر منحنيات ضوئه تغيرات غير منتظمة . فقد بينت القياسات المتعددة فترات نشاطات من 46 و 64 و 378 و 1000 يومًا ، مع كون الفترة 46 يومًا هي الأقوى. 
تم حساب كتلة الشلياق الأحمر R Lyrae بأنها 2 كتلة شمسية ( 2.0 M☉ ) وهو نجم يتبع النسق الأساسي للنجوم. يعتبر هذا النجم من فرع عملاق مقارب أنه غني بالأكسجين ، مع وجود اندماج الهيدروجين والهيليوم في طبقاته .

## اقرأ أيضا
- نجم متغير شبة منتظم
- آر آر ليراي
- متغيرات (RR) القيثارة